# Phanoxyla sumatranus
Phanoxyla sumatranus är en fjärilsart som beskrevs av Clark 1924. Phanoxyla sumatranus ingår i släktet Phanoxyla och familjen svärmare. Inga underarter finns listade i Catalogue of Life.